# 工藤輝央
工藤 輝央（くどう てるひさ、1980年1月17日 - ）は、東京都出身のサッカー指導者。
GKの指導が主であるが、コーチ経験や育成年代での指導経験もある。
参考にしたい選手は、クラウディオ・タファレルとボド・イルクナー。

## 来歴
現役時代のポジションはGKで、中学時代は読売ジュニアユースに所属。当時は南雄太とポジションを争っていた。高校は静岡学園高校に進学した南に対し、工藤はユースに昇格した。ヴェルディ川崎のトップチームには昇格せず、ユース卒業後は単身でブラジルに渡る。SEパルメイラスではBチーム並びにU-20に2年間在籍した。
帰国後はJリーグクラブと契約する予定であったが、メディカルチェックで手首の骨を折って曲がっていたことが発覚し、現役続行を断念した。
2000年から広島朝鮮学園サッカー部 GKコーチ就任を皮切りに、指導者としてのキャリアをスタートさせる。
2021年12月27日、FC岐阜のGKコーチに就任。
2022年12月2日、ベガルタ仙台のGKコーチに就任。
2024年7月1日、三菱重工浦和レッズレディースのスポーツダイレクター就任。
2025年4月17日、JFA Proライセンスを取得した。

## 指導歴
- 2000年 - 2003年  広島朝鮮学園サッカー部 GKコーチ
- 2003年 - 2004年  作陽高校サッカー部 GKコーチ
- 2004年 - 2006年  大原学園JaSRA男子・女子サッカー部 GKコーチ
- 2007年 - 2021年  浦和レッズ
  - 2007年 - 2011年 レディース コーチ
  - 2012年 アカデミーコーチ
  - 2013年 - 2014年 ジュニア コーチ
  - 2015年 - 2016年 ジュニア 監督
  - 2017年 - 2018年 ジュニアユース 監督
  - 2018年 - 2019年 ユースコーチ
  - 2019年 - 2021年 トップチーム コーチ
- 2022年  FC岐阜
  - 2022年1月 - 同年4月 GKコーチ
  - 2022年5月 - 同年11月 ヘッドコーチ
- 2023年  ベガルタ仙台 GKコーチ
- 2024年 -  浦和レッズ
  - 2024年 レディース 強化担当
  - 同年7月 - レディース スポーツダイレクター